# 卡尼利亞
15°10′0″N 90°51′0″W / 15.16667°N 90.85000°W

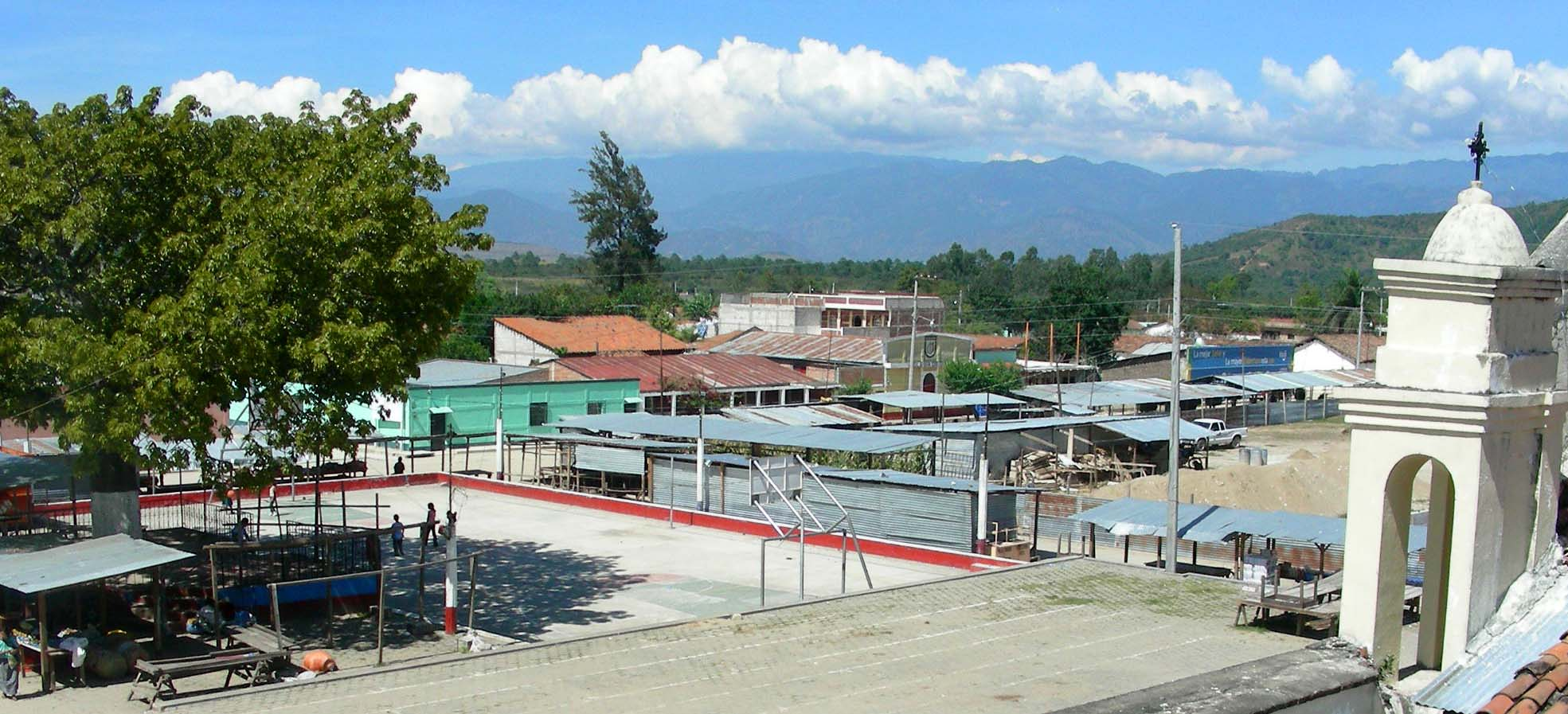

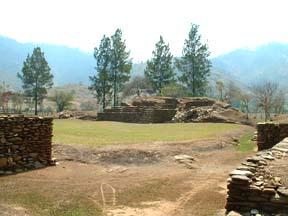

卡尼利亞（西班牙語：Canillá），是危地馬拉的城鎮，位於該國中西部，由基切省負責管轄，面積123平方公里，海拔高度1,250米，2002年人口9,073，人口密度每平方公里73.76人。